# Кара-Суу (Ат-Башинский район)

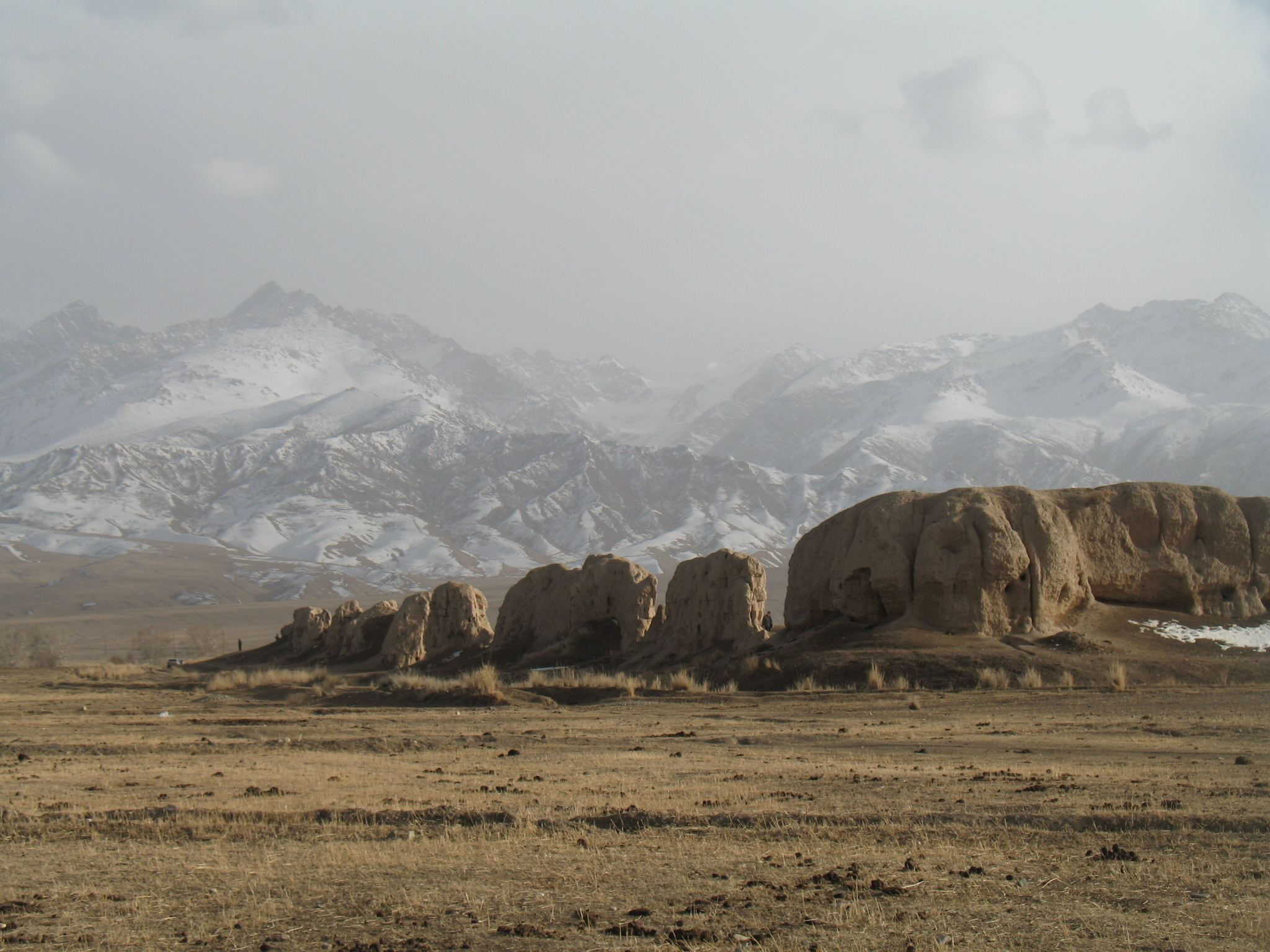
Кошой-Коргон на окраине села, вид снаружи (северо-восток).

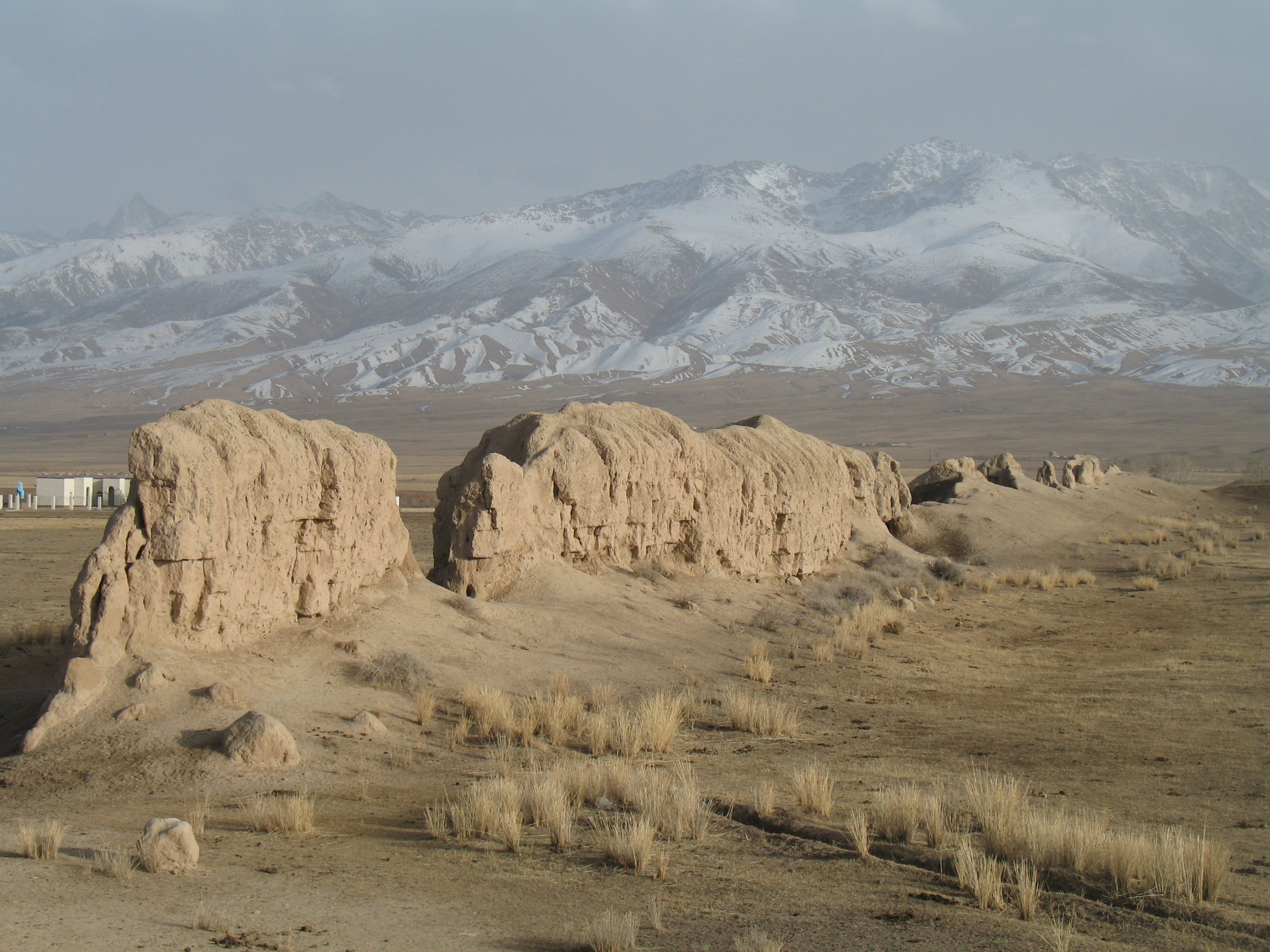
Кошой-Коргон на окраине села, вид из внутреннего северного угла. Здесь расположен музей крепости.

Кара-Суу (кирг. Кара-Суу) — село в Ат-Башинском районе Нарынской области Киргизской республики. Административный центр Кара-Сууского аильного округа. СОАТЕ — 41703 211 857 00 0.
Расположено в южной части Нарынской области в высокогорной зоне Кыргызстана.
По переписи населения в 2023 году в селе проживало 4150 человек.
Поселение основано в конце 1920-х годов и был сформировано в ходе коллективизации.
В селе имеется средняя школа, музей городища Кошой-Коргон, новый клуб, библиотека, две большие мечети.
В селе насчитвается более 1000 дворов.

## Достопримечательности
В 1 км к юго-востоку от центра Кара-Суу находится городище Кошой-Коргон. Городище является остатками города-крепости Кошой-Коргон и находится на Великом шёлковом пути. Постройка датируется VII веком и имеет историческую и культурную ценность.
Ранее глиняные стены городища были высотой до 10 метров, здесь было 50 оборонительных башен. Город-крепость защищал купеческие караваны от нападения разбойников и давал приют странникам и паломникам. Собственно, именно здесь до X века находилась ставка тюркских ханов.
Название городище получило в честь сказочного киргизского богатыря Кошоя, одного из полководцев эпоса «Манас». Рядом с руинами находится музей. Рядом с руинами размещен музей, в котором можно увидеть многочисленные археологические артефакты, найденные здесь на месте развалин, , однако музей редко бывает открыт.
Сегодня городище Кошой-Коргон представляет собой историческую достопримечательность в Кыргызстане и ведется работа по его включению в состав объектов культурного наследия ЮНЕСКО.

## Известные уроженцы
- Абдыкеримов, Шаршенбек Шайлообекович (род. 1970) — Президент Национального Олимпийского комитета Кыргызской Республики	(с мая 2015).
- Салымбеков, Аскар Мааткабылович (род. 1955) — киргизский политический и общественный деятель, бизнесмен.
- Турсунов, Жаныбек Жумалиевич (1933—2018) — советский и киргизский государственный деятель, журналист и поэт, Заслуженный работник культуры Киргизской Республики.
- Омурбеков, Токторбек Наматбекович (род. 1955) — киргизский историк, доктор исторических наук, профессор кафедры всеобщей истории КНУ им. Ж. Баласагына. Заслуженный работник образования Кыргызской Республики.